# Strażica (gmina)
Strażica (bułg. Община Стражица) – gmina w północnej Bułgarii, w obwodzie Wielkie Tyrnowo.

## Miejscowości
Miejscowości wchodzące w skład gminy Strażica:
- Asenowo (bułg.: Асеново),
- Bałkanci (bułg.: Балканци),
- Błagoewo (bułg.: Благоево),
- Brjagowica (bułg.: Бреговица),
- Carski izwor (bułg.: Царски извор),
- Gorski Senowec (bułg.: Горски Сеновец),
- Kamen (bułg.: Камен),
- Kawłak (bułg.: Кавлак),
- Kesarewo (bułg.: Кесарево),
- Lubenci (bułg.: Любенци),
- Łozen (bułg.: Лозен),
- Mirowo (bułg.: Мирово),
- Nikołaewo (bułg.: Николаево),
- Nowa Wyrbowka (bułg.: Нова Върбовка),
- Nowo gradiszte (bułg.: Ново градище),
- Strażica (bułg.: Стражица),
- Suszica (bułg.: Сушица),
- Temenuga (bułg.: Теменуга),
- Winograd (bułg.: Виноград),
- Władisław (bułg.: Владислав),
- Wodno (bułg.: Водно),
- Żelezarci (bułg.: Железарци),